# Генрик X Глогувский
Генрих X Румпольд (Младший) (пол. Henryk X Rumpold (Młodszy), нем. Heinrich X. von Glogau; около 1390 — 18 января 1423) — князь Глогувский (половина княжества, в 1397-1423 годах совместно с братьями Яном I (до 1412 года), Генрихом IX и Вацлавом (до 1417 года)) и Жаганьский (в 1403-1412 годах совместно с братьями Яном I и Генрихом IX и Вацлавом)

## Биография
Представитель глогувско-жаганьской линии династии Силезских Пястов. Третий сын Генриха VIII Врубеля (1357/1363 — 1397), князя Жаганьского (1369—1378), Глогувского и Сцинавского (1369-1378 и 1395—1397), и Катарины Опольской (1367—1420), дочери князя Владислава Опольчика.
Точную дату рождения князя установить трудно из-за отсутствия письменных источников. После смерти своего отца в 1397 году Генрих вместе с братьями сначала находился под опекой матери Катарины Опольской и дяди князя Руперта I Легницкого, а с 1401 года под опекой своих старших братьев Яна I и Генриха IX Старшего.
В 1412 году произошел первый раздел отцовских владений. Генрих IX вместе с младшими братьями Генрихом X и Вацлавом получили в совместное владение половину Глогувского княжества (часть Глогува, а также города Свебодзин, Кросно-Оджаньске и Шпротава). Генрих X не проявлял заинтересованности во внутренних делах княжества, поэтому фактическим правителем княжества являлся его старший брат Генрих IX.
В 1417 году произошел раздел Глогувского княжества. Князья Генрих IX и Генрих X выделили младшему брату Вацлаву во владение Кросненское княжество, в которое вошли города Свебодзин, Кросно-Оджаньске и Бытница.
Генрих X оставался на службе германского императора, венгерского и чешского короля Сигизмунда Люксембургского. В 1420 году он вместе с братьями принимал участие в большом съезде во Вроцлаве, где принес вассальную присягу Сигизмунду как новому королю Чехии. Кроме того, Генрих Младший принимал участие в крестовых походах против чешских гуситов. В том же 1420 году князь Генрих Румпольд был назначен губернатором (ландвойтом) Верхней Лужицы.
В 1420 году после смерти их матери Катарины Опольской Генрих Старший и Генрих Младший получили во владение города Кожухув и Зелёна-Гура.
На службе германского императора Сигизмунда Люксембургского Генрих Младший был посредником в международных переговорах. Он был направлен с дипломатической миссией в Данию. Король Дании Эрик Померанский после переговоров с князем Генрихом Глогувским обручил его со своей кузиной Аделаидой (ок. 1410 — после 1445), дочерью Богуслава VIII, князя Старгардского и Слупского, и Софии Гольштинской. Однако вскоре после обручения Генрих Румпольд скончался в январе 1423 года в Дании в военном лагере во Фленсбурге. Он был похоронен в Хадерслеве.
После смерти Генриха Младшего, не имевшего детей, Генрих IX Старший стал единоличным правителем Глогувского княжества.